# Aeroportul Detroit Metropolitan Wayne County
Aeroportul Detroit Metropolitan Wayne County (IATA: DTW, ICAO: KDTW, FAA LID: DTW) este un aeroport din Romulus⁠(d), Comitatul Wayne, Michigan, Michigan, Statele Unite ale Americii ce deservește zona Detroit. Aeroportul a fost tranzitat în 2023 de 31.453.486 de pasageri. A fost deschis în 22 februarie 1930 și numit după zona deservită.
Situat la o altitudine de 197 m, aeroportul dispune de 6 piste. Este operat de Wayne County Airport Authority⁠(d).

## Infrastructură

### Piste
Aeroportul dispune de 6 piste: 
- pista 03L/21R din beton, cu dimensiunile 8.501 picioare × 200 picioare
- pista 03R/21L din beton, cu dimensiunile 10.001 picioare × 150 picioare
- pista 04L/22R din beton, cu dimensiunile 10.000 picioare × 150 picioare
- pista 04R/22L din beton, cu dimensiunile 12.003 picioare × 200 picioare
- pista 09L/27R din beton, cu dimensiunile 8.708 picioare × 150 picioare
- pista 09R/27L din beton, cu dimensiunile 8.500 picioare × 150 picioare